# KHOY-FM
KHOY es una estación de radio localizada en Laredo (Texas). Es más conocida como Radio Católica. A pesar de su nombre, transmite muy poca música religiosa. En su mayoría, la programación consiste en música de jazz y blues instrumental, así como charla religiosa y el rezo del rosario para los radio escuchas de Laredo y Nuevo Laredo.